# Blast Factor
Blast Factor és un videojoc descarregable per la consola de Sony, PlayStation 3. Va ser creat per Bluepoint Games i SCE Studios Santa Monica.

## Jugabilitat
A Blast Factor, el jugador pilota una nau microscòpica a través d'una sèrie de cèl·lules infectades i utilitza armes per alliberar la cèl·lula de diverses infeccions.
L'stick analògic esquerre mou la nau i el de la dreta dispara l'arma. A més, el jugador pot inclinar violentament el comandament Sixaxis a l'esquerra o a la dreta per inclinar el camp de joc a un costat o a un altre, la qual cosa fa que les infeccions siguin forçades a un costat, sovint agrupant-les per a una eliminació més fàcil. El jugador també utilitza un Repulsor Magnètic Bio (B.M.R.) que desencadena un efecte de dilatació del temps i un camp de força que es pot utilitzar per expulsar els enemics. El B.M.R. es recarrega cada 2 segons en mode de jugador únic.
Cada cel·la que entra el jugador tindrà diverses infeccions. L'objectiu de destruir totes les infeccions. Els tipus i comportaments de les infeccions varien a mesura que avança el joc.
El jugador ha de netejar 8 cel·les (o ones) en un espècimen (o nivell de joc) per passar al següent exemplar. Hi ha diverses millores que es poden obtenir, com ara Multi-Shot, Homing Super i Super B.M.R .. Aquesta última acció activa una explosió disruptiva que destrueix tots els enemics que es troben a l'abast.
El jugador pot augmentar la seva puntuació fent servir el "Factor explosiu" de les explosions enemigues. Els enemics atrapats en el radi destructiu d'una explosió seran destruïts ells mateixos, donant un avantatge addicional al jugador. El multiplicador de puntuació augmenta amb cada enemic destruït en una cadena d'explosions.
El joc té un nivell de dificultat auto-modificable basat en l'habilitat del jugador. La dificultat es determina canviant el camí de les cèl·lules a través de cada espècimen. Si el jugador no mor i completa la cel·la actual dins del límit de temps especificat, el jugador es trasllada a la cel·la més dura en acabar. Si el jugador mor o no acaba la cel·la dins del límit de temps especificat, el jugador es desplaça a la cel·la més fàcil. Es concedeixen més punts per completar cèl·lules dures.
Es van publicar Trophies a través del pegat v2.01 el 4 de desembre de 2008 a l'Amèrica del Nord i el 29 de juny de 2009 a Europa.